# Stronghold Crusader 2
Stronghold Crusader 2 — компьютерная игра в жанре военно-экономической стратегии в реальном времени, разработанная и выпущенная британской компанией Firefly Studios. Игра является сиквелом к оригинальной Stronghold Crusader, вышедшей в 2002 году.

## Игровой процесс
Первая демоверсия была представлена прессе на E3 2013, а первый видеоролик, демонстрирующий игровой процесс пре-альфа версии, был подготовлен к Gamescom 2013. Как в демо, так и в трейлере были показаны несколько нововведений, которые впервые будут представлены в серии.

### Нововведения
Это первая игра в серии Crusader, которая имеет графический 3D движок, но сохранила все основные элементы игрового процесса оригинальной 2D игры, вдобавок к нововведениям, таким как «новые войска, улучшенные компьютерные противники, динамические события на карте», а также «визуальные новинки, новый боевой интерфейс и улучшения для движка, включая эффекты, анимацию и физику в реальном времени». Абсолютной новинкой в серии станет кооперативный режим, в котором два игрока смогут взять контроль над одним замком и делиться юнитами и ресурсами, сражаясь против общего противника. Crusader 2 будет включать как арабскую, так и кампанию крестоносцев при выходе. В первую очередь игра основана на быстротечных схватках, идентичных матчам из оригинальной Stronghold Crusader. Как и в случае с оригинальной Stronghold Crusader, в игру войдут «Пути крестоносцев» — режим, в котором игроку необходимо пройти через цепочку матчей-схваток, имеющих различные настройки и условия. Игра будет базироваться на боевых действиях и небольшой, но значимой политике.

### Дополнительно
Как и в случае с предыдущими играми серии, в Stronghold Crusader 2 будет представлен полноценный режим «map editor», в котором пользователи смогут создавать собственные карты. Роберт Эувиньо, работавший над другими играми в серии, создаёт новый саундтрек для игры.

### Игра через интернет
Помимо обучающей, сюжетной игры и боевых испытаний, можно играть через интернет с реальными людьми, именно этот режим является основным.

## Разработка
Впервые анонс игры появился на официальном сайте разработчика, компании Firefly Studios 30 августа 2012 года. Тогда же появились первые эскизы будущей игры, был запущен официальный сайт, странички игры в Facebook и Twitter. По заявлениям разработчиков, игра станет самостоятельным продуктом, а не ремейком Stronghold Crusader. В игре заявлен ряд новых боевых единиц, эскизы которых продемонстрировали разработчики.

## Оценки и критика
| Сводный рейтинг       | Сводный рейтинг     |
| Агрегатор             | Оценка              |
| --------------------- | ------------------- |
| GameRankings          | 70,43 %             |
| Metacritic            | 65/100 (30 обзоров) |
| Русскоязычные издания |                     |
| Издание               | Оценка              |
| PlayGround.ru         | 5,5/10              |
| Riot Pixels           | 60 %                |

Игра получила смешанные отзывы. На сайте-агрегаторе Metacritic средняя оценка игры составляет 65 из 100 на основе 30 обзоров для платформы PC.
Российский игровой сайт Игромания оценил игру как в целом хорошую реставрацию классики, однако упрекнул за плохую оптимизацию и халтурные видеоролики. Stopgame раскритиковали игру за урезание контента, который был в предыдущих частях. На сайте о стратегиях Стратегикон была отмечена сложность и вызов, который игра способна бросить игрокам, а также классическая атмосфера крестовых походов. По версии сайта Opencritic, игра получила среднюю оценку ведущих западных критиков 68/100, и всего лишь 27 % известных игровых критиков порекомендовали в неё сыграть.
Летом 2018 года, благодаря уязвимости в защите Steam Web API, стало известно, что точное количество пользователей сервиса Steam, которые играли в игру хотя бы один раз, составляет 828 019 человек.